# Alfred Malherbe
Alfred Malherbe ( 14 de julio de 1804, Metz, isla Mauricio - 14 de agosto de 1866, íbid.) fue un magistrado francés, y naturalista amateur.
Luego de terminar sus estudios de leyes, es nombrado en el Tribunal de Metz, en 1832. Hizo carrera llegando a juez de instrucción, vicepresidente del Tribunal, y consejero de la Corte.
Muy apasionado por la historia natural, consagró su tiempo libre a la botánica, zoología y en particular a la ornitología. Fue el autor de Monographie des picidées (1859-62, 4 vols.), donde cada sp. era descripta acompañándose de litografías coloreadas a mano. Estudió también las aves de Argelia (describe 191 especies) y de Sicilia. Describió la especie Picus vaillantii, con lo cual inscribió su nombre en la lista de científicos franceses, la especie la dedicó a François Le Vaillant. También describió Celeus lugubris o carpintero cabeza pajiza.
Fue administrador del Museo de Metz, y presidente de la "Sociedad de Historia Natural de Metz", de 1844 a su deceso.

## Algunas publicaciones
- Notice sur quelques espèces de chênes et spécialement sur le chêne liège (Quercus suber) (Verronnais, Metz, 1839)
- Faune ornithologique de la Sicile avec des observations sur l'habitat ou l'apparition des oiseaux de cette île, soit dans le reste de l'Europe, soit dans le Nord de l'Afrique (S. Lamort, Metz, 1843)
- Catalogue raisonné d'oiseaux de l'Algérie, comprenant la description de plusieurs espèces nouvelles (Verronnais, Metz, 1846)
- Nouvelle classification des picinées ou pics, devant servir de base à une monographie de ces oiseaux grimpeurs (S. Lamort, Metz, 1849)
- Ascension à l'Etna, ou Fragment d'un voyage en Sicile et en Italie (Imprenta de Nouviau, Metz, 1851)
- Faune ornithologique de l'Algérie (J. Verronnais, Metz, 1855)
- Description de quelques grimpeurs du genre linéen Picus (J. Verronnais, Metz, 1857)
- Revue des collections composant, en 1857, le Muséum d'histoire naturelle de la ville de Metz (J. Verronnais, Metz, 1857)
- Monographie des picidées, 1859–1862

## Honores

### Eponimia
- (Aizoaceae) Aloinopsis malherbei (L.Bolus) L.Bolus[1]
- Cyanoramphus malherbi

## Abreviatura (zoología)
La abreviatura Malherbe  se emplea para indicar a Alfred Malherbe como autoridad en la descripción y taxonomía en zoología.